# 松島利行
松島 利行（まつしま としゆき、1937年11月11日 - 2018年5月11日）は、日本の映画評論家。三留まゆみは妻。

## 人物・来歴
東京生まれ。東京外国語大学フランス語学科卒業後、毎日新聞社に入社。『サンデー毎日』編集部を経て、1979年2月より正式に毎日新聞の映画担当記者となる。その後、毎日新聞の映画・囲碁担当の編集委員も務めた。
日活芸術学院講師。文化庁芸術祭賞、毎日映画コンクール、キネマ旬報などの審査選定委員を務める。
2018年5月11日、心不全のため死去。80歳没。

## 著作
- 『風雲映画城』（上下)講談社 1992
- 『日活ロマンポルノ全史―名作・名優・名監督たち』講談社 2000

共著
- 『上村一夫の世界』上村一夫と共著 三笠書房 1973

連載
- 「そこに碁盤があった 囲碁と映画の文化論」（「碁ワールド」2003年5月号-）